# Lophoptera plumbeifascia
Lophoptera plumbeifascia är en fjärilsart som beskrevs av George Francis Hampson 1894. Lophoptera plumbeifascia ingår i släktet Lophoptera och familjen nattflyn. Inga underarter finns listade i Catalogue of Life.